# Atrin
Atrin est un hameau de la commune de Clavier situé dans le sud-ouest du Condroz en province de Liège (Région wallonne de Belgique. Avant la fusion des communes de 1977, Atrin faisait déjà partie de la commune de Clavier.

## Situation
Atrin est implanté le long d'un tige du Condroz à côté du village de Clavier-Village à une altitude de 300 m. La route nationale 641 Huy-Ocquier traverse la partie orientale du hameau. 

## Description
Atrin se compose initialement de fermes en carré et de fermettes souvent bâties en pierre calcaire. De nouvelles constructions se sont intégrées dans le paysage de ce hameau qui compte trois rues : la rue d'Atrin, la rue du Dessous et la rue Louise. 

## Histoire
La seigneurie d'Atrin (du latin mérovingien atrium,  « parvis », « cimetière »), est mentionnée pour la première fois en 959, s'écrivant alors « Aterino » (« petit atrium »), dans un acte de donation à l'abbaye de Stavelot. Elle a été la propriété des seigneurs de Houffalize au XIVe siècle, du roi Jean de Bohême puis des familles de la Tour de Brialmont et enfin de Méan jusqu'à la Révolution française.